# Liste der Kulturdenkmäler in Büchel (Eifel)
In der Liste der Kulturdenkmäler in Büchel sind alle Kulturdenkmäler der rheinland-pfälzischen Ortsgemeinde Büchel aufgeführt. Grundlage ist die Denkmalliste des Landes Rheinland-Pfalz (Stand: 21. September 2023).

## Einzeldenkmäler
| Bezeichnung                                 | Lage                         | Baujahr | Beschreibung | Bild                           |
| ------------------------------------------- | ---------------------------- | ------- | --- | ------------------------------ |
| Katholische Pfarrkirche St. Simon und Judas | Hauptstraße 16 Lage          | 1862/63 | Turm, 1862/63, Bauinspektor Ferdinand Nebel, Koblenz; Schiff 1957; außen: Stele mit heiliger Barbara, 18. Jahrhundert | weitere Bilder Fotos hochladen |
| Wegekreuz                                   | Lindenstraße, bei Nr. 6 Lage | 1824    | Votivkreuz, Holz, bezeichnet 1824; Grenzstein                                                                         | BW                             |